# Greatest Hits (Phil-Ochs-Album)
Greatest Hits ist das sechste und letzte Studioalbum von Phil Ochs. Das Album wurde von Van Dyke Parks produziert und 1970 bei A&M Records veröffentlicht.

## Stil
Ochs konzentrierte sich mehr auf Country-Musik neben dem Folkstil. Es waren viele Musiker am Projekt beteiligt, darunter Mitglieder der Byrds.

## Themen
Die Texte waren sehr stark auf sich selbst bezogen und es erschien nur ein offen politisches Lied: Ten Cents A Coup. Es geht um zwei Antikriegs-Kundgebungen. Der Song ist eine ironische Hommage an Richard Nixon und Spiro Agnew.
Der Track Chords of Fame warnte vor den Gefahren des Personenkults. In Boy In Ohio blickte Ochs nostalgisch auf seine Kindheit zurück und Jim Dean of Indiana war eine Geschichte über James Deans Leben, die er geschrieben hatte, nachdem er Deans Grab besucht hatte. No More Songs war der Abschluss. Aach 1970 hatte er nie wieder ein Studioalbum veröffentlicht.

## Cover
Das Cover des Albums ist eine Hommage an Elvis Presleys Album 50.000.000 Elvis Fans Can't Be Wrong aus dem Jahr 1959. Auf der Rückseite von Greatest Hits stand der Satz 50 Phil Ochs Fans Can't Be Wrong. Ochs trug einen goldenen Lamé-Anzug, der von dem Anzug inspiriert war, durch den Presley berühmt wurde. Er beauftragte Nudie Cohn, die Presleys Anzüge herstellte, seinen Anzug zu machen.
Während seiner Show in der Carnegie Hall, die als Live-Album aufgenommen wurde, erzählte Ochs dem Publikum eine Geschichte, in der er seine Entscheidung, den Anzug zu tragen, erklärte. Er erzählte ihnen, dass er in Chicago gestorben sei, und bezog sich dabei auf die Gewalt, die er während der Proteste auf dem Democratic National Convention 1968 erlebte und was er im Cover von Rehearsals for Retirement thematisiert hatte. Er sagte, Gott habe ihm die Chance gegeben, auf die Erde zurückzukehren, wie er wollte, und Ochs wählte Presley. Er fügte hinzu, dass, wenn es irgendeine Hoffnung für Amerika gebe, es „darauf abhängt, Elvis Presley dazu zu bringen, Che Guevara zu werden“. Der Anzug ist jetzt Teil des Phil Ochs Archives im Woody Guthrie Center in Tulsa, Oklahoma.

## Titelliste
A-Seite
1. One Way Ticket Home – 2:40
2. Jim Dean of Indiana – 5:05
3. My Kingdom for a Car – 2:53
4. Boy in Ohio – 3:43
5. Gas Station Women – 3:31

B-Seite
1. Chords of Fame – 3:33
2. Ten Cents a Coup – 3:14
3. Bach, Beethoven, Mozart and Me – 5:05
4. Basket in the Pool – 3:40
5. No More Songs – 4:31

Alle Lieder sind von Phil Ochs geschrieben.

## Besetzung
- Phil Ochs – Gitarre, Klavier, Mundharmonika, Gesang, Text
- Van Dyke Parks – Produzent, Keyboard
- Andrew Wickham – Co-Produzent bei Gas Station Women und Chords of Fame
- Clarence White – Gitarre, Hintergrundgesang
- Laurindo Almeida – Gitarre
- James Burton – Gitarre
- Bob Rafkin – Gitarre, Bass
- Chris Ethridge – Bass
- Kenny Kaufman – Bass
- Gene Parsons – Schlagzeug
- Kevin Kelley – Schlagzeug
- Earl Ball – Klavier, Arrangements
- Lincoln Mayorga – Keyboard
- Mike Rubini – Keyboard
- Richard Rosmini – Pedalstahl, Mundharmonika
- Ry Cooder – Mandoline auf One Way Ticket Home
- Don Rich – Geige
- Gary Coleman – Schlagzeug
- Tom Scott – Tenorsaxophon
- Bobby Bruce – Violine
- Anne Goodman – Cello
- Merry Clayton, Sherlie Matthews und Clydie King – Hintergrundgesang
- Bobby Wayne und Jim Glover – Harmoniegesang
- Bob Thompson – Arrangements